# Felicia Cosman
Felicia Cosman é professora de medicina clínica no Colégio de Médicos e Cirurgiões da Universidade de Columbia na cidade de Nova York. Ela é especialista em osteoporose e foi cientista clínica no Hospital Helen Hayes em West Haverstraw, Nova York. A Drª. Cosman recebeu várias bolsas de pesquisa do NIH, do Departamento de Defesa, da National Multiple Sclerosis Society e de várias empresas farmacêuticas. Ela publicou 155 artigos revisados por pares e 50 capítulos de livros e actuou como revisora de subsídios do NIH, editora associada de várias revistas e co-editora-chefe da Osteoporosis International. O seu principal foco de pesquisa na última década é o uso de teriparatida, um medicamento para construção óssea, em combinação com agentes anti-reabsortivos, e em novos regimes cíclicos, no tratamento de osteoporose grave.
A sua pesquisa concentrou-se nas causas da osteoporose e como a hormona feminina estrogénio e as drogas chamadas SERMS actuam no tratamento da osteoporose. Ela também está a estudar tratamentos experimentais para a osteoporose, incluindo a hormona da paratireóide, e as causas de fraturas por stress em cadetes militares.